# تعجر الشعر
تعَجُّر الشعر أو تعقد الشعر أو داء التعقد الشعري (بالإنجليزية: Monilethrix)‏ ويسمى الشَعر بالشعر المخرز أو الشعر المُعجر (بالإنجليزية: Beaded hair)‏، هوَ مرض وراثي جسدي سائد يُصيب الشَعر في حالاتٍ نادرة، حيثُ ينتج عنه شَعر هَش ضَعيف يَظهر على شَكل تطريز.

## التسمية
جاءت تَسمية Monilethrix من الكَلمة اللاتينية "monile" والتي تَعني القلادة، ومن الكَلمة اليونانية "thrix" والتي تَعني الشَعر. أما بالنسبة للمُصطلح العَربي تعجُر الشَعر فَكلمة تَعجر تَعني انطوى وانثنى وقد تعني أيضاً غَلظ وَسَمِن.

## المميزات
يَختلف المَرض في شدة أعراضه بين الأفراد، وقَد يَظهر على شَكل فقدان للشعر في بعض الحالات، كما أنهُ من الممكن ظُهور تشوهات في الأظافر بالإضافة إلى تقران جريب الشعرة وَ فرط تقرن الجُريب.

## الأسباب والجينات

تعجُر الشَعر يحصل عن طريق الوراثة الجسدية السائِدة

يحدُث تعجُر الشَعر نتيجةً لطفرة تؤثر على جين KRTHB1‏ (KRT81) أو جين KRTHB3‏ (KRT83) أوَ جين KRTHB6‏ (KRT86) والتي تعمل على تشفير النمط الثاني من كيراتين الشَعر، وتُوصف وراثة هذا المرض على أنها وراثة جسدية سائِدة، وهذا يعني أنَّ الجينات المَعيبة المسؤولة عن هذا المرض موجودة على الصبغي الجسدي، وأنَّ نسخة واحدة من الجين كافية لإحداث المَرض عند وراثته من الأب المُصاب أو الأم المُصابة.

## التشخيص
من المُمكن تشخيص تعجُر الشَعر عن طريق إجراء تنظير الشعر.